# 台灣主婦聯盟生活消費合作社

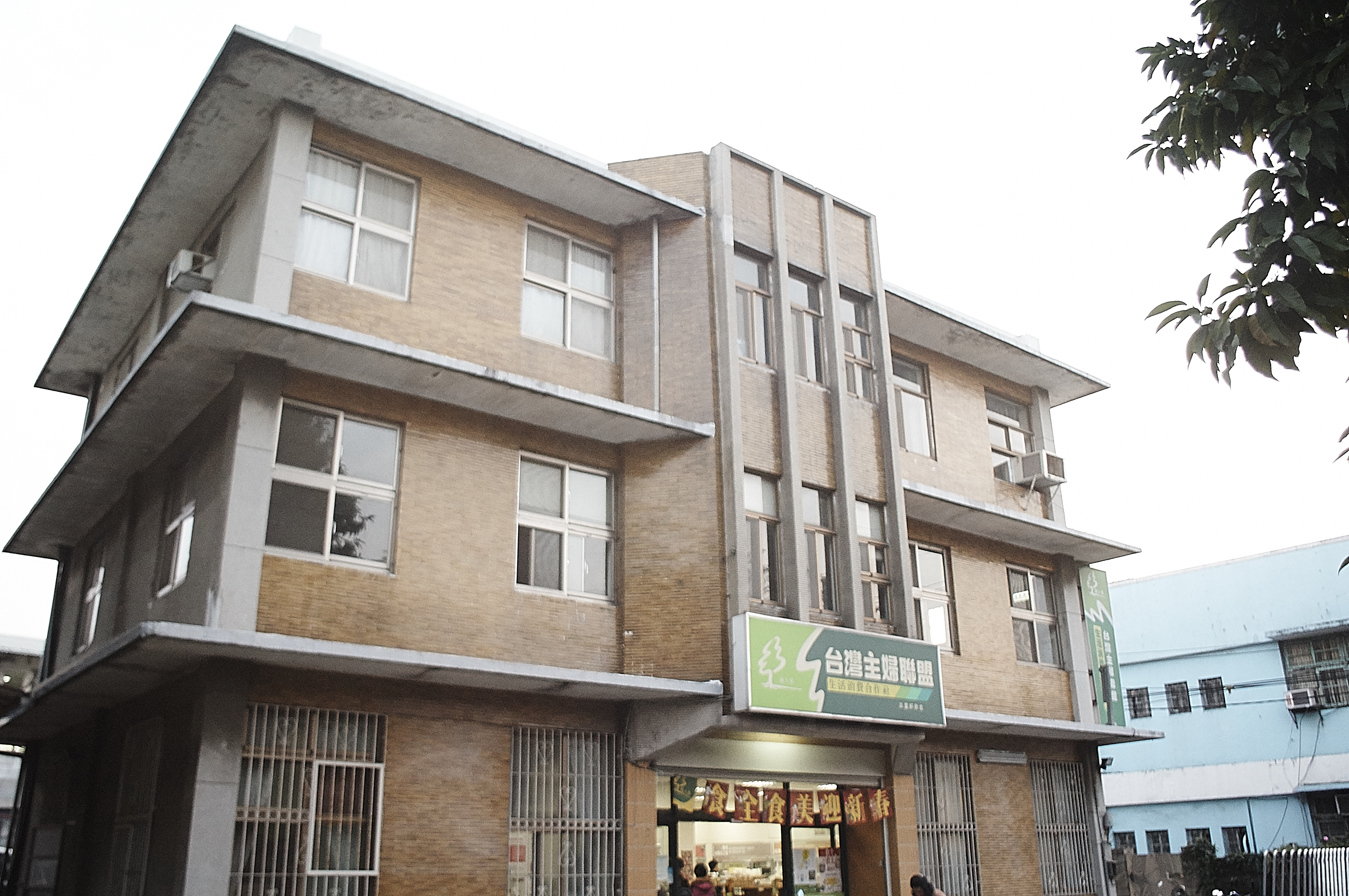
台灣主婦聯盟生活消費合作社三重好所在

台灣主婦聯盟生活消費合作社是依據中華民國法律《合作社法》創立自1993年的合作社型態人民團體，以安全食材為基本訴求，全台超過7萬人成為社員，其品牌為「綠主張」。

## 沿革簡介
1993年1月，主婦聯盟環境保護基金會消費者品質委員會一群會員集合100多個家庭，以「共同購買」（不是團購）方式直接向農民訂購米與葡萄。1994年5月，於台北縣中和市成立「台北縣理貨勞動合作社」。1994年12月，成立「生活者公司」。1995年7月，於台中市成立「綠色生活共同購買中心」，登記商號名稱為「綠色生活小舖」。1995年12月，生活者公司解散。1996年2月，成立「綠主張股份有限公司」。2001年6月16日，舉行「有限責任台灣主婦聯盟生活消費合作社」創立大會，創始社員1,799人。2001年11月1日，由1,799名社員集資的綠主張公司轉型為台灣主婦聯盟生活消費合作社。

## 歷史建物
台灣主婦聯盟生活消費合作社總社位於新北市三重區重新路五段408巷裡，該處為二重埔，是大漢溪、新店溪和淡水河匯流之處，附近又有以對場作著名的先嗇宮和歷史聚落，因此早在台灣清治時期就是重要的港埠。其周邊圍牆為清治時期所遺留下來的唭哩岸石所砌的圍牆，迄今仍可明顯辨識手工打石的痕跡，是研究新莊頭前、二重埔歷史發展者值得探訪的地方歷史人文。

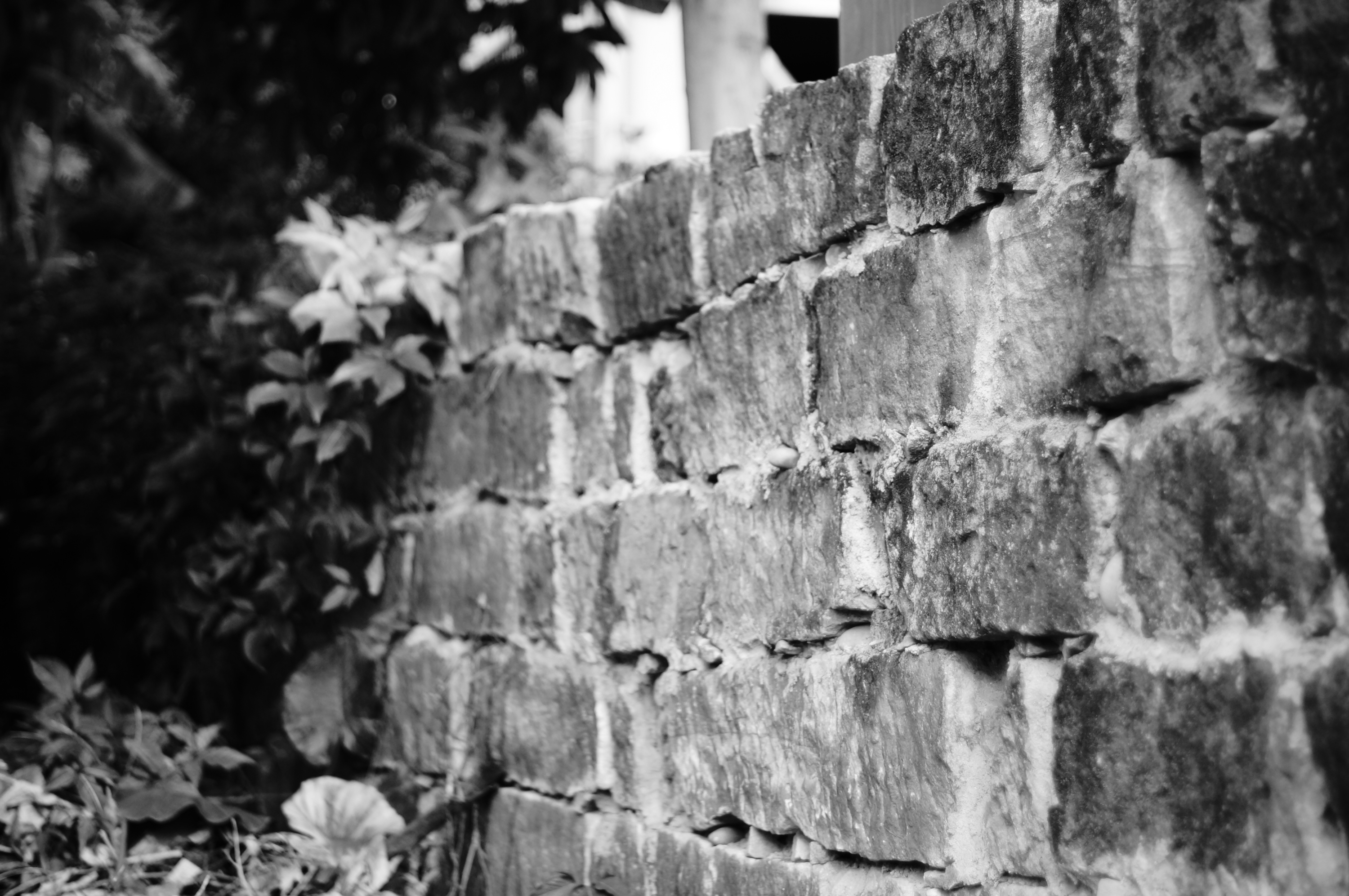
位於二重埔台灣主婦聯盟生活消費合作社總社的唭哩岸石圍牆

## 新聞報導
- 拎著菜籃去革命，主婦聯盟合作社出書揪共購 （页面存档备份，存于）上下游.2015-01-23
- 【咱ㄟ社區】治標，也治本 無形社區的綠色行動 （页面存档备份，存于）撰文/裴凡強 ‧ 撰文/陳世慧 ‧ 攝影/安培淂 ‧ 經典雜誌第186期2014.01
- 來源不明拒吃　梁詠淇籲支持「永續海鮮」 （页面存档备份，存于）蘋果日報.2015-01-23
- 主婦聯盟常務監事陳曼麗︰餿油踐踏底線 江8點難安民心 （页面存档备份，存于）自由時報電子報.2014-09-29
- 主婦聯盟邀台中候選人 參與校園午餐「搞非基」 （页面存档备份，存于）自由時報電子報.2014-10-24
- 環團抗議不回收生廚餘　台中環保局：誤會 （页面存档备份，存于）蘋果日報.2014-09-18

## 外部連結
- 台灣主婦聯盟生活消費合作社（页面存档备份，存于）
- 主婦聯盟生活消費合作社 - LINE 官方帳號 （页面存档备份，存于）
- 台灣主婦聯盟生活消費合作社的Facebook專頁
- 台灣主婦聯盟生活消費合作社的Instagram帳戶
- 主婦聯盟環境保護基金會（页面存档备份，存于）
- 主婦聯盟環境保護基金會的Facebook專頁
- 主婦聯盟環境保護基金會的Instagram帳戶